# Koto Tinggi (Rambah)
Koto Tinggi is een bestuurslaag in het regentschap Rokan Hulu van de provincie Riau, Indonesië. Koto Tinggi telt 7049 inwoners (volkstelling 2010).